# Spelobia luteilabris
Spelobia luteilabris är en tvåvingeart som först beskrevs av Camillo Rondani 1880.  Spelobia luteilabris ingår i släktet Spelobia och familjen hoppflugor. Arten är reproducerande i Sverige. Inga underarter finns listade i Catalogue of Life.